# Santa Maria dei Miracoli (Ragusa)
A Santa Maria dei Miracoli egy ragusai templom. A 17. században épült, amikor a városba került egy bizánci eredetű festmény, amely a Madonnát ábrázolja a kis Jézussal. A festmény erős szláv jelleget mutat, eredetére még nem derült fényt, a legendák szerint Komnenosz Izsák révén került a vidékre. Az egykori városfalakon kívül épült templom nyolcszögletű alaprajza egyedülálló a térségben, építészeti stílusában erősen hasonlít Bernini római munkáira. A templom befejezetlen, ideiglenes faboltozattal borították. A templomot 1951-ben romos állapotára hivatkozva bezárták, belső dekorációit, így a festményt is áthelyezték a San Giorgio-katedrálisba. A templom másik érdekessége szintén egy festmény, amely egy ismeretlen püspököt és egy ismeretlen szerzetest ábrázol. Valószínűsítik, hogy ezek Szent Cirill és Szent Metód.